# Calosphaeria parasitica
Calosphaeria parasitica är en svampart som beskrevs av Fuckel 1874. Calosphaeria parasitica ingår i släktet Calosphaeria och familjen Calosphaeriaceae.  Arten är reproducerande i Sverige. Inga underarter finns listade i Catalogue of Life.